# 岩塚町
- 日本 > 愛知県 > 名古屋市 > 中村区 > 岩塚町
- 日本 > 愛知県 > 名古屋市 > 中川区 > 岩塚町

岩塚町（いわつかちょう）は、愛知県名古屋市中村区と中川区にある町名。現行行政地名は岩塚町1丁目から5丁目と53の小字。住居表示未実施。

## 地理
名古屋市中村区岩塚町は同区南西部に位置し、東は豊国通と並木、西は中川区富田町大字万場、南は野田町、北は岩塚本通、北西は宮塚町に接する。

### 字一覧
岩塚町とその前身である岩塚村の小字は以下の通り。現存する小字のうち、中川区岩塚町に所在するものには★を、中村区岩塚町に所在するものには■を付す。消滅した字については背景色    で示す。
| 字                                    | 字                                      |
| ------------------------------------- | --------------------------------------- |
| 足洗（あしあらい）                    | 浅蔵浦（あさぞううら）                  |
| 畔道（あぜみち）■                     | 一軒立切（いっけんたちきり）■           |
| 一色前西ノ割（いしきまえにしのわり）■ | 一色前南ノ割（いしきまえみなみのわり）■ |
| 一丁田（いっちょうだ）                | 一里山（いちりやま）■                   |
| 院才（いんざい）                      | 杁脇（いりわき）■                       |
| 鶉打場（うずらうちば）■               | 押木田（おしきだ）                      |
| 大池（おおいけ）■                     | 折戸（おりと）                          |
| 株榎（かぶえのき）                    | 上小路（かみこうじ）■                   |
| 川添（かわぞえ）■                     | 神田（かんだ）■                         |
| 狐屋敷（きつねやしき）                | 木戸際（きどぎわ）                      |
| 九反所（くたんじょ）■                 | 小池（こいけ）■                         |
| 郷中（ごうなか）■                     | 小鴨（こがも）                          |
| 小鴨上り（こがもあがり）              | 五反城（ごたんじょう）■                 |
| 五反田（ごたんだ）■                   | 栄花田（さかえはなだ）                  |
| 社宮神（しゃぐうじん）■               | 順礼池（じゅんれいいけ）■               |
| 城前（しろまえ）■                     | 神明西（しんめいにし）■                 |
| 神明西川添（しんめいにしかわぞえ）■   | 新屋敷（しんやしき）■                   |
| 末起（すえおこし）■                   | 銭亀（ぜにがめ）■                       |
| ソブタ                                | 高道（たかみち）■                       |
| 弾子宮（だんごのみや）                | 地子坊（ぢこぼう）■                     |
| 茶ノ木島（ちゃのきしま）■             | 堤塘（ていとう）                        |
| 天神松南（てんじんまつみなみ）        | 寺裏（てらうら）                        |
| 寺西（てらにし）■                     | 道願田（どうがんだ）                    |
| 中葉抜（なかばぬき）                  | 流レ（ながれ）■                         |
| 七畝割（ななせわり）                  | 浪打（なみうち）                        |
| 二ノ坪（にのつぼ）                    | 二町田（にちょうだ）                    |
| 西枝（にしえだ）■                     | 西起（にしおこし）■                     |
| 西影ノ越（にしかげのこし）■           | 西中深（にしなかふか）                  |
| 西野岸（にしのぎし）                  | 西柳瀬（にしやなせ）                    |
| 猫塚（ねこつか）                      | 八反田（はったんだ）                    |
| 半丈田（はんじょうだ）                | 東影之越（ひかしかげのこし）■           |
| 東大蟷（ひがしおおたこ）              | 東中深（ひかしなかふか）                |
| 東ノ割（ひがしのわり）                | 東野岸（ひがしのぎし）                  |
| 深草（ふかくさ）■                     | 分杭下（ぶんくいした）■                 |
| 干鮹（ほしだこ）■                     | 本地（ほんじ）★■                        |
| 本地入口（ほんじいりぐち）■           | 本陣屋敷（ほんじんやしき）■             |
| 万吉（まんきち）                      | 三ツ割（みつわり）                      |
| 南鶉打場（みなみうずらうちば）■       | 南社宮神（みなみしゃぐうじん）■         |
| 宮浦（みやうら）                      | 宮西（みやにし）■                       |
| 宮東（みやひかし）■                   | 宮前（みやまえ）■                       |
| 向田（むかいだ）■                     | 八劔東（やつるぎひがし）                |
| 八ツ屋道（やつやみち）■               | 山（やま）■                             |
| 山堤付（やまつつみつけ）■             | 山西（やまにし）■                       |
| 用水附（ようすいつけ）                | 横手穴（よこてあな）■                   |
| 横手堤付（よこてつつみつけ）■         | 竜子田（りゅうこだ）■                   |
| 林高寺東（りんこうじひかし）■         | 辻前（つじまえ）                        |

### 河川
- 庄内川

## 歴史
七所社の境内には「岩塚古墳」と称される小規模な円墳があり、古墳時代末の築造と推定されている。七所社は15世紀修造の記録が残る古社で、式内社「御田神社」の有力な論社となっている。

### 町名の由来
江戸期の愛知郡岩塚村を前身とする。岩のあるスカ（砂地、州）または地内にある七所社の境内にある古墳に由来するとされる。古くは「岩墓」とも書いた。
地名は鎌倉期には既に確認でき、1316年（正和5年）付『熱田太神宮領別納等注進状写』に「岩墓郷...愛智郡」とある。1354年（文和3年）付の『熱田社領目録案』にも「岩墓郷」とあり、中世には熱田神宮領があったらしい。室町期の『尾張国目代光守注進状』には国衙領として「愛智 岩塚」と記録がある。

### 行政区画の変遷
- 1889年（明治22年）10月1日 - 町村制に基づく愛知郡岩塚村となる[5]。
- 1906年（明治39年）5月10日 - 合併に伴い、常磐村大字岩塚となる[5]。
- 1921年（大正10年）8月22日 - 名古屋市中区へ編入し、同区岩塚町となる[5]。
- 1930年（昭和5年）6月20日 - 一部が花池町・長草町となる[5][6]。
- 1937年（昭和12年）10月1日 - 行政区変更に伴い、中川区所属となる[5]。
- 1944年（昭和19年）2月11日 - 一部が中村区へ編入され、同区岩塚町が成立[5][6]。
- 1954年（昭和29年）10月1日 - 中村区岩塚町字五反城の一部により同区五反城町1丁目・2丁目・3丁目が、岩塚町字五反城・向田・七畝割・足洗の各一部により五反城町4丁目が、岩塚町字向田・足洗・七畝割の各一部により五反城町5丁目・6丁目・7丁目・8丁目がそれぞれ成立する[7][6]。
- 1959年（昭和34年）5月1日 - 中村区岩塚町字向田・猫塚の各一部が同区豊国通6丁目に、岩塚町字向田・足洗・七畝割・西柳瀬の各一部が岩塚本通1丁目に、岩塚町字西柳瀬・折戸の各一部が岩塚本通2丁目に、岩塚町字折戸・二町田・中葉抜・道願田の各一部が岩塚本通3丁目に、岩塚町字中葉抜・道願田・株榎・辻前・八反田の各一部が岩塚本通4丁目に、岩塚町字株榎・辻前・浅蔵浦・ソブタの各一部が岩塚本通5丁目に、岩塚町字宮東・上小路・新屋敷・林高寺東の各一部が岩塚本通6丁目にそれぞれ編入される[7][6]。また、岩塚町字向田・猫塚・七畝割の各一部により岩塚町1丁目が、岩塚町字折戸・西柳瀬・浪打の各一部により岩塚町2丁目が、岩塚町字折戸・二町田・浪打・栄花田・道願田の各一部により岩塚町3丁目が、岩塚町字道願田・八反田の各一部により岩塚町4丁目が、岩塚町字八反田・浅蔵浦・辻前の各一部により岩塚町5丁目がそれぞれ設定される[7]。
- 1960年（昭和35年）
  - 1月25日 - 中村区岩塚町字東之割の一部が同区荒輪井町1丁目に、岩塚町字東之割・一色前西の割の各一部が荒輪井町2丁目に、岩塚町字東之割・畦道・地子坊の各一部が西栄町に、岩塚町字小鴨が鴨付町1丁目に[7][6]、岩塚町字小鴨・用水附・小鴨上り・一丁田・木戸際の各一部が鴨付町2丁目に、岩塚町字小鴨・一丁田の各一部が稲葉地町8丁目に[8][9]それぞれ編入される。
  - 6月15日 - 中村区岩塚町字八反田の一部が同区岩塚町4丁目に、岩塚町字宮東の一部が岩塚本通6丁目にそれぞれ編入される[8][6]。
- 1966年（昭和41年）1月26日 - 中村区岩塚町字五反城の一部が同区鈍池町3丁目に、岩塚町字五反城・向田の各一部が沖田町にそれぞれ編入される[8][10][11]。
- 1969年（昭和44年）3月13日 - 中村区岩塚町の一部が同区並木一～二丁目となり、一部を長草町へ編入[6]。
- 1980年（昭和55年）9月7日 - 中川区岩塚町の一部を同区八田町へ編入[5]。

## 世帯数と人口
2019年（平成31年）2月1日現在の世帯数と人口は以下の通りである。
| 区     | 町丁   | 世帯数    | 人口    |
| ------ | ------ | --------- | ------- |
| 中村区 | 岩塚町 | 1,996世帯 | 4,475人 |
| 中川区 | 岩塚町 | 19世帯    | 24人    |
| 計     | 計     | 2,015世帯 | 4,499人 |

## 学区
市立小・中学校に通う場合、学校等は以下の通りとなる。また、公立高等学校に通う場合の学区は以下の通りとなる。なお、小学校は学校選択制度を導入しておらず、番毎で各学校に指定されている。
| 区     | 丁目・字 | 小学校                                    | 中学校               | 高等学校 |
| ------ | --- | ----------------------------------------- | -------------------- | -------- |
| 中村区 | 岩塚町1～5丁目 | 名古屋市立岩塚小学校                      | 名古屋市立御田中学校 | 尾張学区 |
| 中村区 | 岩塚町字一軒立切、岩塚町字杁脇、岩塚町字大池 岩塚町字上小路、岩塚町字神田、岩塚町字九反所 岩塚町字五反田、岩塚町字新屋敷、岩塚町字高道 岩塚町字茶ノ木島、岩塚町字流レ、岩塚町字西枝 岩塚町字本地入口、岩塚町字竜子田 岩塚町字林高寺東 | 名古屋市立岩塚小学校                      | 名古屋市立御田中学校 | 尾張学区 |
| 中村区 | 岩塚町字一色前西ノ割、岩塚町字一色前南ノ割 | 名古屋市立稲西小学校                      | 名古屋市立豊正中学校 | 尾張学区 |
| 中村区 | 岩塚町字一里山、岩塚町字押木田、岩塚町字小池 岩塚町字万吉、岩塚町字三ツ割 | 名古屋市立八社小学校                      | 名古屋市立御田中学校 | 尾張学区 |
| 中村区 | 岩塚町字向田 | 名古屋市立千成小学校                      | 名古屋市立豊国中学校 | 尾張学区 |
| 中村区 | 岩塚町字郷中、岩塚町字城前 | 名古屋市立岩塚小学校 名古屋市立八社小学校 | 名古屋市立御田中学校 | 尾張学区 |
| 中川区 | 岩塚町字本地 | 名古屋市立常磐小学校                      | 名古屋市立長良中学校 | 尾張学区 |

## 交通
- 愛知県道115号津島七宝名古屋線（岩塚本通）
- 愛知県道106号鳥ヶ地名古屋線

## 施設
- 三菱重工業 岩塚工場
- 名古屋市立岩塚小学校
- 名古屋市立御田中学校
- 名古屋岩塚郵便局
- JAなごや岩塚支店
- 岩塚古墳

岩塚町七所社境内に遺る古墳。前述のように「岩塚」の地名の由来ともされる。

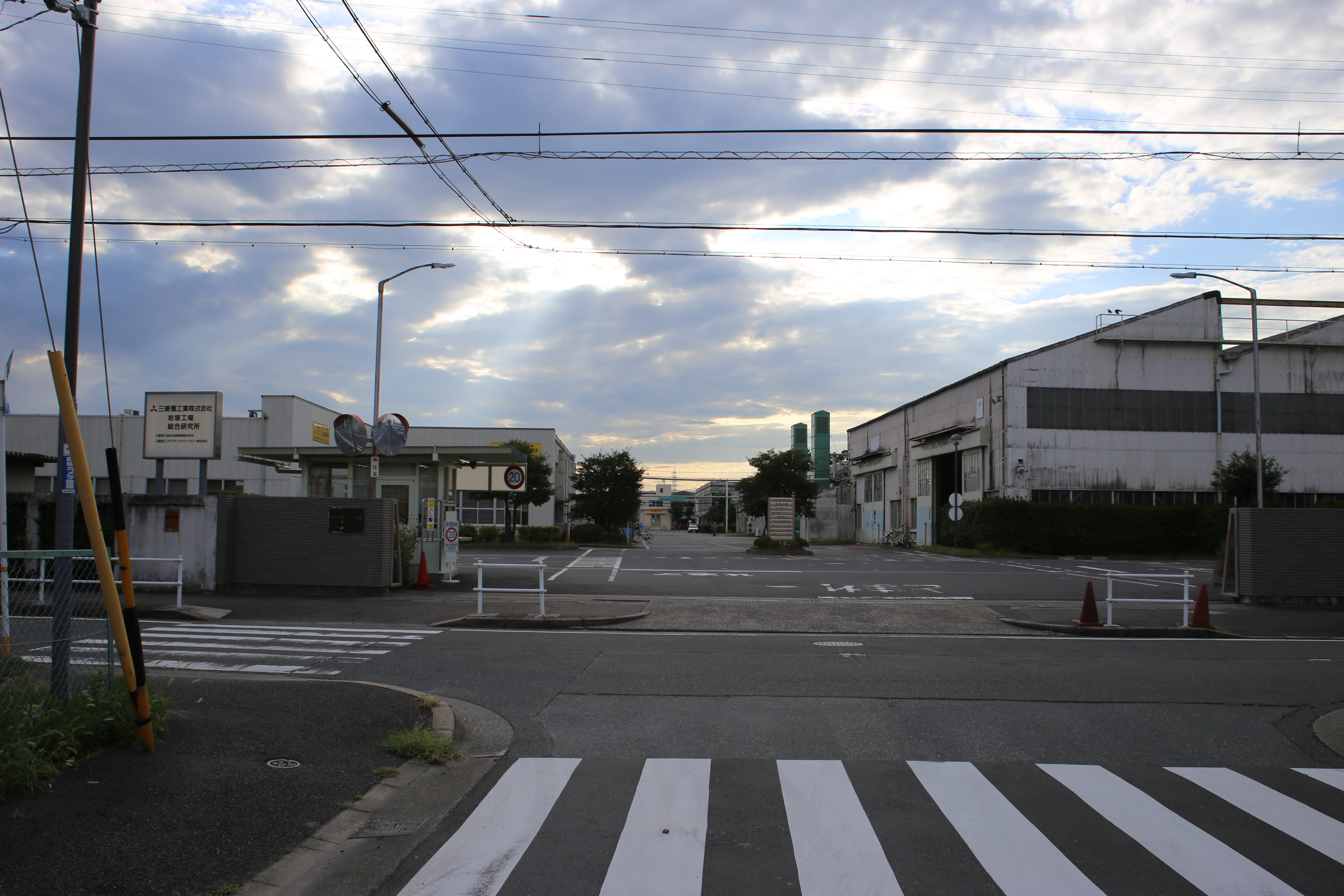
三菱重工業岩塚工場（2016年8月）

## その他

### 日本郵便
- 集配担当する郵便局は以下の通りである[WEB 10]。

| 区     | 町丁   | 郵便番号 | 郵便局     |
| ------ | ------ | -------- | ---------- |
| 中村区 | 岩塚町 | 453-0862 | 中村郵便局 |
| 中川区 | 岩塚町 | 454-0901 | 中川郵便局 |